# Émirat de Sicile
Pour les articles homonymes, voir Sicile (homonymie).
831–1091
Entités précédentes :
- Thème de Sicile

Entités suivantes :
- Comté de Sicile

L'émirat de Sicile est un émirat islamique fondé sur l'île de Sicile, qui existe de 831 à 1091. Sa capitale est Palerme (en arabe : أَباَليَِرمو ; ab-Balermo).
Les musulmans lancent leurs premiers raids sur la Sicile en 652 et prennent le contrôle de toute l'île, alors territoire de l'Empire byzantin, lors d'une série prolongée de conflits de 827 à 902. Une culture arabo-byzantine se développe sur l'île, produisant un État multi-confessionnel et multilingue. L'émirat est conquis par des mercenaires chrétiens normands sous Roger Ier de Sicile, qui fonde le comté de Sicile en 1071. La dernière ville musulmane dans l'île, Noto, est conquise en 1091.
Les musulmans siciliens sont restés citoyens du comté multi-ethnique et du royaume de Sicile, jusqu'à ce que ceux qui ne sont pas déjà convertis soient expulsés dans les années 1240. Jusqu'à la fin du xiie siècle, et probablement aussi tard que les années 1220, les musulmans forment une partie substantielle de la population de l'île,,,,. Leur influence reste dans certains éléments de la langue sicilienne, ainsi que les noms et les lieux.

## Historiographie
Le premier ouvrage consacré à la Sicile musulmane semble être l’œuvre d'un faussaire, l'abbé Giuseppe Vella vicaire maltais de Palerme, qui fait paraître en 1784 le Consiglio di Sicilia, prétendu recueil de la correspondance entre émirs siciliens et souverains aghlabides et fatimides, auquel répond Rosario Gregorio en 1790 par son Rerum Arabicarum, quae ad historiam Siculam spectant, ampla collectio. Dans les années 1840, Adolphe Noël des Vergers, à la demande du gouvernement de Louis-Philippe, collecte des archives concernant l'occupation normande de la Sicile en l'élargissant de son propre chef à l'époque musulmane.
Amari est le premier auteur moderne occidental à livrer une analyse fouillée, précise et sourcée de la Sicile islamique avec sa Storia dei Musulmani di Sicilia parue entre 1854 et 1872. Mais, au cours du XXe siècle, les auteurs italiens se placent dans son ombre, à l'occasion du centenaire de l'historien comme Giuseppe Pitrè ou de rééditions revues par Carlo Alfonso Nallino, Francesco Gabrieli (1971), Paolo Minganti (1973), Umberto Rizzitano (1987).  
En parallèle, des chercheurs maghrébins comme Mohamed Talbi, Hady Roger Idris, Farhat Dachraoui, Hasan Husnī ʿAbd al-Wahhāb renouvellent l'approche du sujet comme le prolongement de l'histoire de l'Afrique du Nord, mais, faute de sources locales riches, sous-estiment les particularismes siciliens, comme les résistances politiques et les compromis religieux. 
À partir des années 1970, les progrès de l'archéologie enrichissent les travaux historiques sur la Sicile médiévale, majoritairement étudiée à l'aune du règne des Hauteville. Gli Arabi in Italia de Francesco Gabrieli et Umberto Scerrato publié en 1979, synthétise des avancées historiques ou archéologiques sur la Sicile musulmane, replacée dans un contexte italien, en prenant moins en compte l’histoire de l’art ou la numismatique. L'historiographie s'est depuis enrichit des découverts d'archéologues tels que Fabiola  Ardizzone, Lucia Arcifa, Franco D’Angelo  ou Alessandra Molinari, et d'écrits provenant de diverses disciplines comme ceux sur la dimension islamique de la période normande de la linguiste italienne Adalgisa De Simone, des historiens britanniques Jeremy Johns et Alex Metcalfe, l'islamologue allemand Albrecht Noth ou ceux davantage concentrés sur le siècle et demi de domination arabe de l'île des universitaires américains Leonard Chiarelli et William Granara.

## Histoire

### Premières tentatives de conquête musulmane
En 535, le général byzantin Bélisaire, après avoir détruit le royaume vandale, débarque en Sicile, prend Palerme, puis conquiert le reste de l'île, alors dépendance du royaume ostrogoth. Comme le pouvoir de ce qu'on appelle aujourd'hui l'Empire Byzantin a décliné à l'Ouest, la Sicile est envahie par le califat des Rachidoune pendant le règne du calife Othman en 652. Cependant, cette première invasion est de courte durée et les musulmans partent peu de temps après. En 698, pendant la conquête musulmane du Maghreb, les Omeyyades prennent la ville portuaire voisine de Carthage, leur permettant de construire des chantiers navals et une base permanente pour lancer des attaques plus soutenues.
Vers 700, l’île de Pantelleria est prise par des musulmans et ce n’est que la discorde entre musulmans qui empêche une tentative d’invasion de la Sicile. Au lieu de cela, des accords commerciaux sont conclus avec les Byzantins et les marchands musulmans sont autorisés à échanger des marchandises dans les ports siciliens.
La première véritable expédition de conquête est lancée en 740 ; cette année-là, le prince musulman Habib ibn Abi Obeida al-Fihri, qui participe à une attaque en 728, réussit à prendre Syracuse. Prêts à conquérir toute l'île, les Omeyyades sont cependant contraints de retourner en Tunisie à cause de la rapide progression de la grande révolte berbère en 739/740. Une seconde attaque en 752 ne vise qu'à mettre à sac la même ville.

### Révolte d'Euphémius et conquête musulmane progressive de l'île
En 826, Euphémius, le commandant de la flotte byzantine de Sicile, oblige une nonne à l'épouser. L'empereur Michel II ordonne au général Constantin de mettre fin au mariage et de couper le nez d'Euphémius lequel se soulève, tue Constantin et occupe Syracuse. À son tour, il est vaincu et chassé au Maghreb. Il offre le gouvernement de la Sicile à Ziyadat Allah, l'émir aghlabide en Ifriqiya (actuelle Tunisie) en échange d'une place en tant que général et de sûreté ; en conséquence, une armée musulmane est envoyée.
Ziyadat Allah accepte de conquérir la Sicile, en promettant de la donner à Euphémius en échange d'un tribut annuel, et confie sa conquête au qadi Assad ibn al-Furat, alors âgé de 70 ans. L'armée musulmane compte 10 000 fantassins, 700 cavaliers et 100 navires, renforcés par les navires d'Euphémius et, après le débarquement à Mazara del Vallo. Une première bataille contre les troupes byzantines loyalistes a lieu le 15 juillet 827, près de Mazara, se concluant par une victoire des Aghlabides.
Assad conquiert ensuite la rive sud de l'île et assiège Syracuse. Après une année de siège et une tentative de mutinerie, ses troupes réussissent toutefois à vaincre une grande armée envoyée de Palerme, également soutenue par une flotte vénitienne dirigée par le doge Giustiniano Participazio. Mais quand une épidémie de peste tue de nombreuses troupes musulmanes, ainsi qu'Assad lui-même, les musulmans se retirent au château de Mineo. Plus tard, ils repartent à l'offensive, mais ne réussissent pas à conquérir Castrogiovanni (l'actuelle Enna, où Euphémius est mort) et se retirent à Mazara.
En 830, ils reçoivent un fort renfort de 30 000 troupes ifriqiyennes et andalouses. Les andalous battent le commandant byzantin Teodotus en juillet-août de la même année, mais une épidémie de peste les force de nouveau à retourner à Mazara, puis en Ifriqiya. Les unités ifriqiyennes envoyées pour assiéger Palerme réussissent à la prendre après un an de siège en septembre 831. Palerme devient la capitale musulmane de la Sicile, rebaptisée al-Madinah ("la ville").
La conquête est une affaire de grande envergure; avec une résistance considérable et de nombreuses luttes internes, il faut plus d'un siècle aux musulmans pour conquérir la Sicile byzantine. Syracuse résiste longtemps mais tombe en 878, Taormina tombe en 902 et le dernier avant-poste byzantin est pris en 965.

### Période en tant qu'émirat

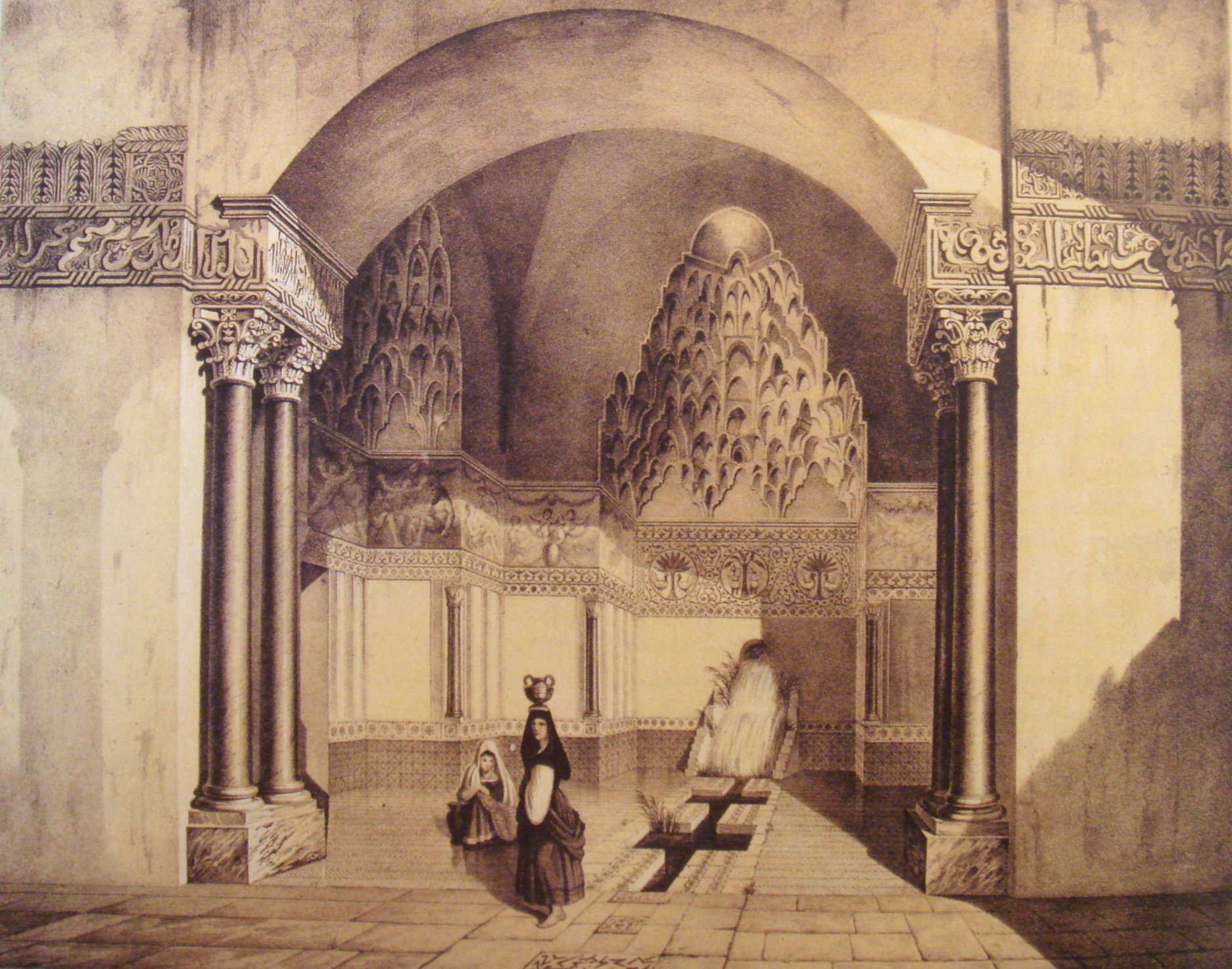
L'art et l'architecture arabo-normande combinent des caractéristiques occidentales (telles que les piliers et les frises classiques) avec des décorations et des calligraphies typiquement arabes.

La Sicile est successivement dirigée par la dynastie sunnite Aghlabide en Tunisie et les Fatimides chiites en Égypte. Cependant, tout au long de cette période, les musulmans sunnites constituent la majorité de la communauté musulmane en Sicile, la plupart (sinon tous) des habitants de Palerme sont sunnites, ce qui les rend hostiles aux Kalbides chiites. La population sunnite de l'île est reconstituée à la suite de rébellions kharidjites en Afrique du Nord de 943 à 947 contre les politiques religieuses sévères des Fatimides, entraînant plusieurs vagues de réfugiés fuyant en Sicile pour échapper aux représailles des Fatimides. Les Byzantins profitent de la discorde temporaire pour occuper l'extrémité orientale de l'île pendant plusieurs années.
Après avoir réprimé une révolte, le calife fatimide Ismail al-Mansur nomme al-Hassan al-Kalbi (948-964) en tant qu'émir de Sicile. Il réussit à contrôler les Byzantins continuellement révoltés et à fonder la dynastie Kalbide. Les raids dans le sud de l'Italie continuent sous les Kalbides au xie siècle et en 982, une armée germanique sous Otton II du Saint-Empire est défaite près de Crotone en Calabre. Sous l'émir Yūsuf ibn al-Kalbī (986-998), une période de déclin continu commence. Sous al-Akhal (1017-1037), le conflit dynastique s'intensifie, les factions de la famille régnante s'allient diversement à l'Empire byzantin et aux Zirides, une dynastie berbère qui règne sur l'Ifriqiya. Après cette période, le chef ziride Al-Muizz ibn Badis (1036-1040), tente d'annexer l'île, tout en intervenant dans les affaires des musulmans en conflit. Cependant, la tentative a finalement échoué,.

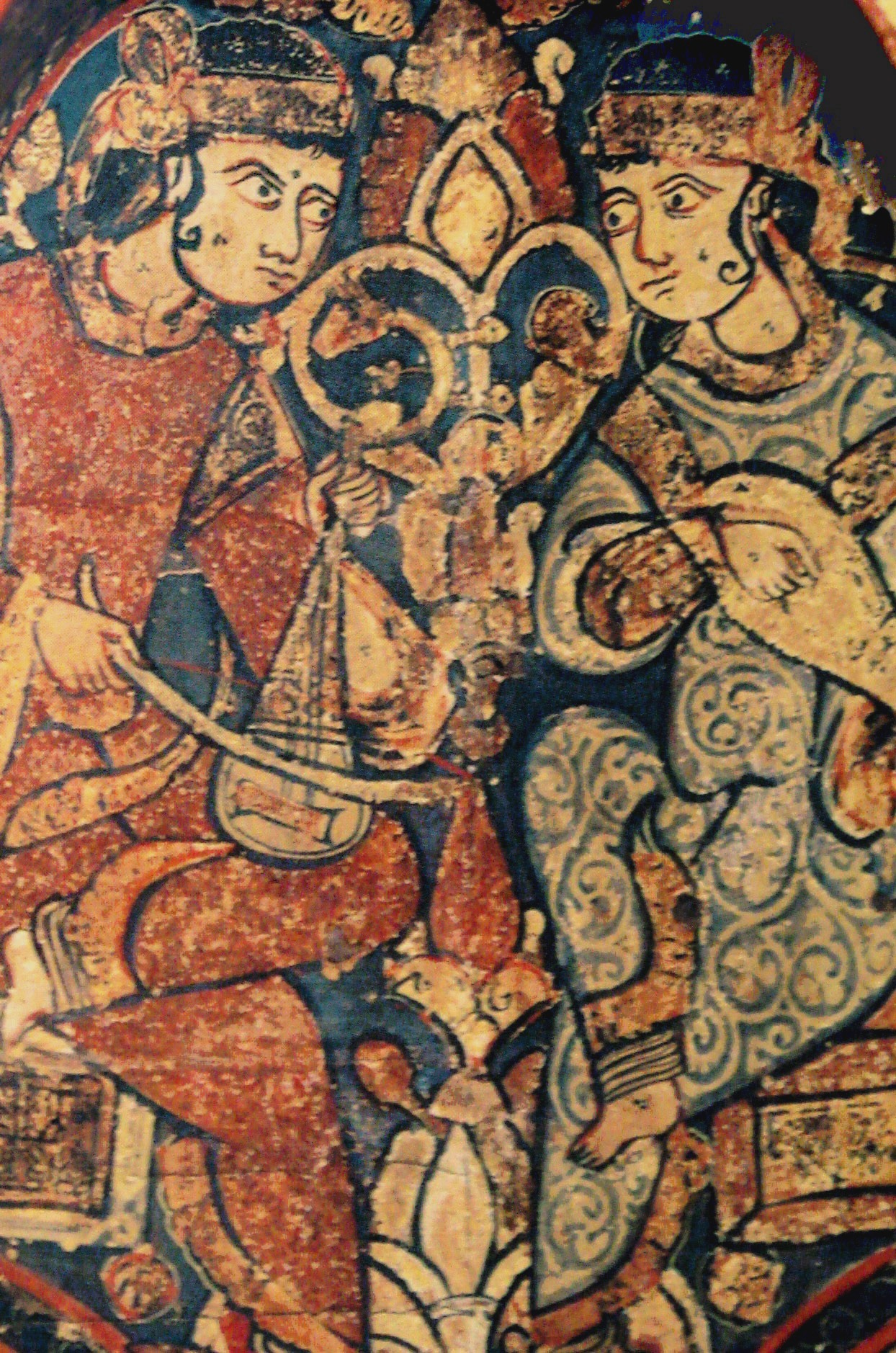
Une peinture de musiciens arabo-musulmans à la cour de Roger II de Sicile (XIIe siècle).

### Sicile sous domination arabe
Les nouveaux dirigeants arabes engagent des réformes foncières, ce qui accroit la productivité et encourage la croissance des petites exploitations, ce qui nuit à la domination des propriétés foncières. Les Arabes améliorent encore les systèmes d'irrigation à travers les Qanats, et introduisent des oranges, des citrons, des pistaches et de la canne à sucre en Sicile. Une description de Palerme est donnée par Ibn Hawqal, un commerçant de Bagdad qui visite la Sicile en 950 [réf. nécessaire]. Une place fortifiée appelée Kasr (le palais) est le centre de Palerme jusqu'à aujourd'hui, avec la grande mosquée du vendredi sur l'emplacement de la cathédrale romaine postérieure. La banlieue d'Al-Khalisa (Kalsa) contenait le palais du Sultan, des bains, une mosquée, des bureaux du gouvernement et une prison privée. Ibn Hawqual compte 7 000 bouchers individuels dans 150 magasins. En 1050, Palerme compte 350 000 habitants, ce qui fait d'elle l'une des plus grandes villes d'Europe, mais derrière la capitale d'al-Andalus, Cordoue, et la capitale byzantine, Constantinople, qui compte plus de 450 000 habitants [réf. souhaitée]. La population de Palerme tombe à 150 000 sous le règne des Normands, tandis que la population de Cordoue diminue à mesure que les musulmans s'y affaiblissent ; en 1330, la population de Palerme tombe à 51 000 personnes.
Le voyageur, géographe et poète arabe Ibn Jubair visite la région à la fin du xiie siècle et décrit Al-Kasr et Al-Khalisa (Kalsa) :
« La capitale est dotée de deux dons, splendeur et richesse. Elle contient toute la beauté réelle et imaginée que tout le monde pourrait souhaiter. La splendeur et la grâce ornent les places et la campagne ; les rues et les routes sont larges et l’œil est ébloui par la beauté de sa situation. C'est une ville pleine de merveilles, avec des bâtiments similaires à ceux de Cordoue [sic], construits en calcaire. Un jet d'eau permanent provenant de quatre sources traverse la ville. Il y a tellement de mosquées qu'il est impossible de les compter. La plupart d'entre elles servent également d'écoles. L’œil est ébloui par toute cette splendeur. » [réf. nécessaire]
Tout au long de ce règne, les Siciliens continuent de se révolter, en particulier dans l’Est, et une partie des terres a même été réoccupée avant d’être détruite.
La population locale conquise par les musulmans est composée de Siciliens catholiques romanisés dans la Sicile occidentale et des chrétiens de langue grecque, principalement dans la moitié orientale de l'île, mais il y a aussi un nombre important de Juifs. Les chrétiens et les juifs sont réduits sous la domination musulmane à l'état de dhimmis : soumis à certaines restrictions et tenus de payer la jizya impôt en l'échange duquel ils peuvent pratiquer leur religion à condition de se cacher et le kharaj ou impôt foncier, en échange de quoi ils ne sont pas expulsés ; n'étant pas musulmans ils ne paient pas la Zakaat qui est le troisième des piliers de l'islam. Sous la domination arabe, il y a différentes catégories de payeurs de Jizya, mais leur dénominateur commun est le paiement de la Jizya comme marque de soumission à la domination musulmane en échange d'une protection contre les agressions étrangères et internes. La population conquise peut éviter ce statut de serviteur en se convertissant à l’islam. Que ce soit par conviction religieuse honnête ou par contrainte, un grand nombre de Siciliens autochtones se convertissent à l'islam[réf. nécessaire]. Cependant, même après 100 ans de domination islamique, de nombreuses communautés chrétiennes de langue grecque prospèrent, notamment dans le nord-est de la Sicile, en tant que dhimmis. C'est en grande partie le résultat du système Jizya qui permet la coexistence. Cette coexistence avec la population conquise s'effondre après la reconquête de la Sicile, notamment après la mort du roi Guillaume II de Sicile en 1189.

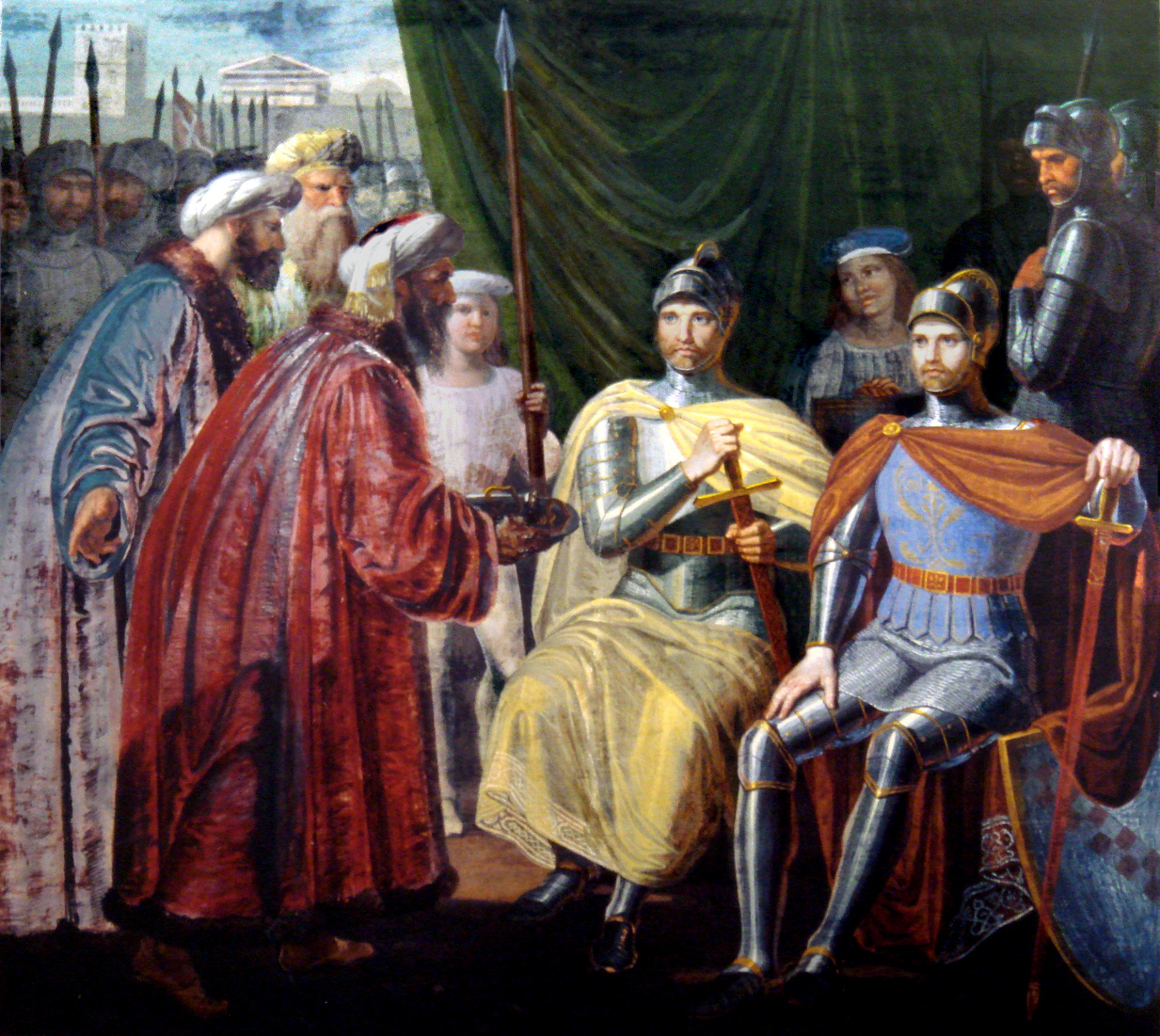
Roger de Sicile recevant les clés de la ville [de Palerme]., par Giuseppe Patania (1830).

### Déclin et période "Taïfa"
L'émirat de Sicile commence à se fragmenter au fur et à mesure des querelles intra-dynastiques au sein du régime musulman. En 1044, sous l'émir Hassan al-Samsam, qui a établi l'émirat al-Samsam de Sicile, l'île se divise en quatre qadits, ou petits fiefs : les qadit de Trapani, Marsala, Mazara et Sciacca, un certain Abdallah ibn Mankut ; celle de Girgenti, Castrogiovanni et Castronuovo (Ibn al-Hawwas) ; celle de Palerme et de Catane ; et celle de Syracuse (Ibn Thumna). En 1065, tous sont unis par Ayyoub ibn Tamim, le fils de l'émir ziride d'Ifriqiya. En 1068, il quitte la Sicile et ce qui reste sous contrôle musulman tomba sous deux qadits : l'un dirigé par Ibn Abbad (connu sous le nom de Benavert dans les chroniques occidentales) à Syracuse et l'autre sous Hammud à Qas'r Ianni (actuelle Enna).

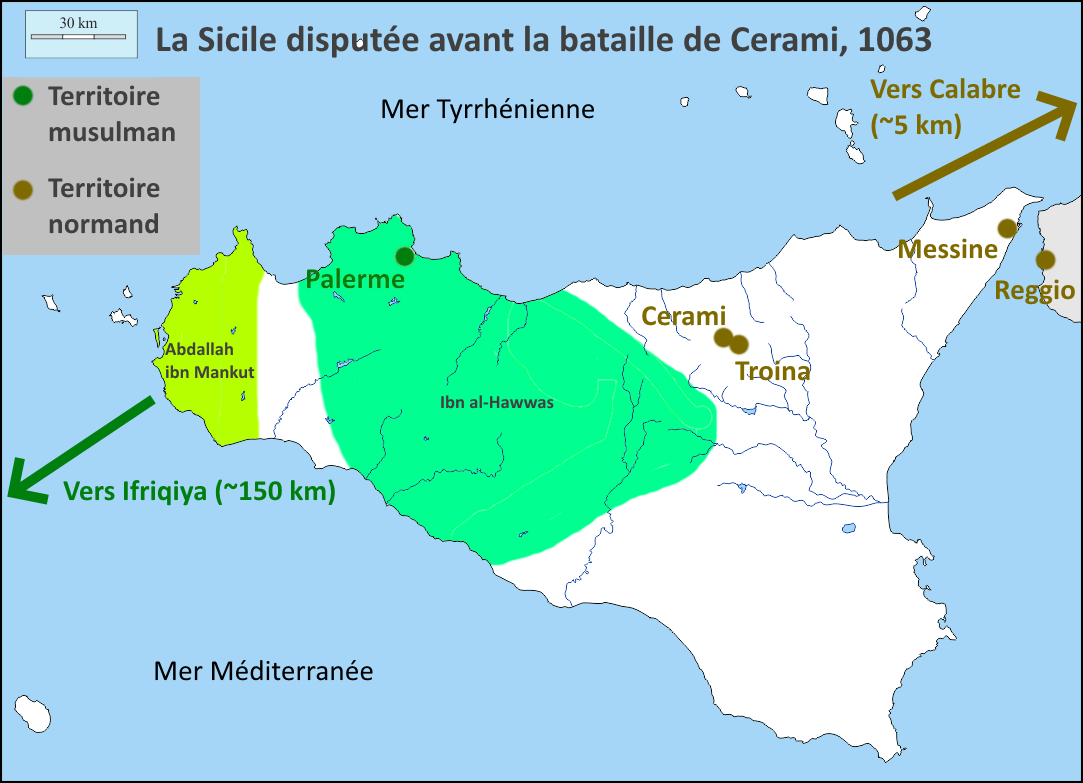
Carte de la Sicile disputée avant la bataille de Cerami, 1063.

Au XIe siècle, les puissances du sud de l'Italie continentale engagent des mercenaires normands, descendants chrétiens des Vikings ; ce sont les Normands sous Roger Ier qui prennent la Sicile des Musulmans. Ibn At Timnath, émir de Sicile, battu par son beau-frère l'émir Ibn al-Hawas d'Agrigente, alors aux abois, sollicite l'aide de Roger, alors seigneur de Mileto, qui décide aussitôt d'envahir la Sicile. Ce dernier demande le renfort de Robert Guiscard. Ainsi débuta la conquête de la Sicile, dont Roger devint le comte au début de 1072.
Roger Ier ayant une armée de 700 chevaliers. Les Zirides envoient une force de soutien dirigée par Ali et Ayyoub ibn Tamin. Cependant, les Berbères sont défaits en 1063, lors de la bataille de Cerami. L'importante population chrétienne se soulève contre les musulmans au pouvoir. En 1068, Roger de Hauteville et ses hommes battent à nouveau les forces musulmanes commandées par Ayyoub ibn Tamim à Misilmeri. Les Berbères quittent la Sicile en désordre après la défaite et Catane tombe aux mains des Normands en 1071, suivie, après un an de siège, de Palerme en 1072. Trapani capitule la même année.
La perte des principales villes portuaires porte un coup sévère au pouvoir musulman sur l'île. La dernière poche de la résistance active est Syracuse, gouvernée par Ibn Abbad (connu sous le nom de Benavert par les Normands). Il vainc Jourdain de Hauteville, fils de Roger de Sicile en 1075, occupe de nouveau Catane en 1081 et attaque la Calabre peu après. Cependant, Roger assiège Syracuse en 1086 et Ibn Abbad tente de briser le siège avec la bataille navale, dans laquelle il meurt accidentellement. Syracuse se rend après cette défaite. Sa femme et son fils fuient vers Noto et Butera. Pendant ce temps, la ville de Qas'r Ianni (Enna) est encore gouvernée par son émir, Ibn Al-Hawas, qui tient le coup pendant des années. Son successeur, Hamud, se rend et se convertit au christianisme seulement en 1087. Après sa conversion, Ibn Hamud devient par la suite membre de la noblesse chrétienne et se retire avec sa famille dans un domaine en Calabre fourni par Roger Ier. En 1091, Butera et Noto dans la pointe sud de la Sicile et sur l'île de Malte, les derniers bastions arabes tombent facilement aux mains des chrétiens. Après la conquête de la Sicile, les Normands destituent l'émir local, Yousouf Ibn Abdallah, mais le font en respectant les coutumes arabes.

### Conséquences

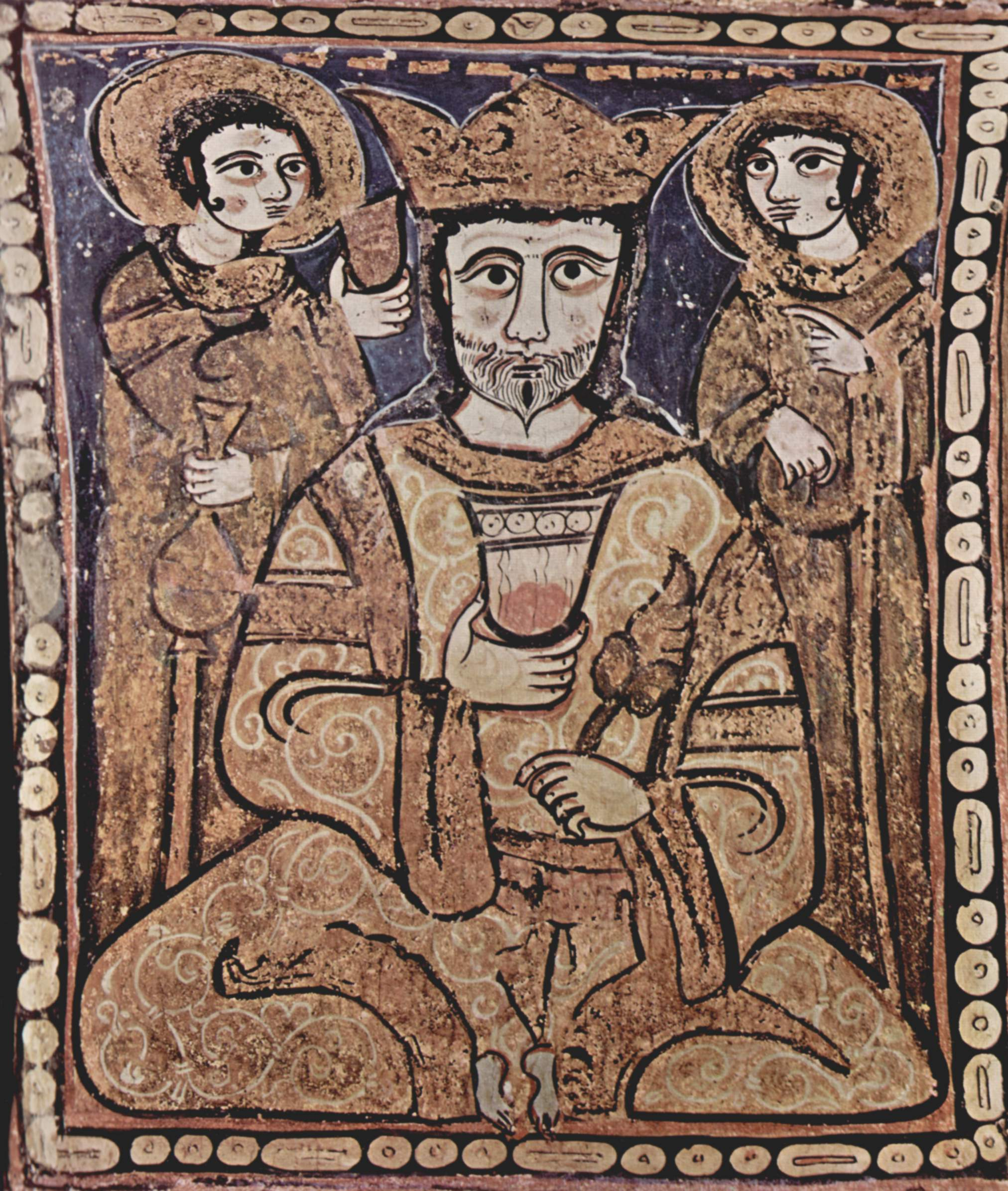
Peinture arabo-normande du XIIe siècle représentant Roger II de Sicile.

Le royaume normand de Sicile sous Roger II est multi-ethnique et tolérant sur le plan religieux. Les Normands, les Juifs, les Arabes musulmans, les Grecs byzantins, les Lombards et les Siciliens indigènes vivent en relative harmonie,. L'arabe reste une langue de gouvernement et d'administration pendant au moins un siècle dans la domination normande, et des traces restent dans la langue sicilienne et évidemment plus dans la langue maltaise aujourd'hui. Les musulmans maintiennent également leur domination dans l'industrie, de la vente au détail et de la production, tandis que les artisans musulmans et les connaissances spécialisées du gouvernement et de l'administration sont très recherchés.
Cependant, après que les Normands ont conquis l'île, les musulmans sont confrontés au choix du départ volontaire ou de l'assujettissement à la domination chrétienne. De nombreux musulmans préfèrent partir, s'ils ont les moyens de le faire. « La transformation de la Sicile en une île chrétienne », remarque Abulafia, « était aussi, paradoxalement, l'œuvre de ceux dont la culture était menacée ». Malgré la présence d'une population chrétienne arabophone, ce sont les ecclésiastiques grecs qui attirent les paysans musulmans pour qu'ils reçoivent le baptême et adoptent même des noms chrétiens grecs ; dans plusieurs cas, des serfs chrétiens portant des noms grecs inscrits dans les registres de Monreale ont des parents musulmans vivants,. Les souverains normands suivent une politique de latinisation constante en faisant venir des milliers de colons italiens du nord-ouest et du sud de l’Italie et d’autres du sud-est de la France. À ce jour, des communautés du centre de la Sicile parlent le dialecte gallo-italique. Certains musulmans choisissent de simuler la conversion, mais un tel recours ne peut que fournir une protection individuelle et ne peut pas soutenir une communauté.
Progressivement, une haine se cristallise contre les musulmans, notamment les convertis et eunuques, éléments essentiels de l'administration royale, rarement originaires de l'île, à l'image de l'émir Philippe de Mahdia, exécuté comme traitre en 1153. En 1191, les Lombards, poussés par les barons latins en conflit avec le pouvoir royal, fomentent des massacres collectifs contre les communautés musulmanes, à Palerme, après l'ordre de désarmement des musulmans de Maion de Bari, puis dans le val de Noto à l'instigation notamment de Roger Sclavo, comte de Butera. Les communautés musulmanes et chrétiennes en Sicile sont devenues de plus en plus séparées géographiquement. Les communautés musulmanes de l'île sont principalement concentrées au-delà d'une frontière interne qui sépare la moitié sud-ouest de l'île du nord-est chrétien. 
Lorsque le roi Guillaume II meurt en 1189, la protection royale envers les minorités religieuses qui paient l’impôt, est levée et la porte est ouverte pour des attaques généralisées contre les musulmans de l'île. Cela détruit tout espoir de coexistence, même si les populations respectives sont inégales. A l'arrivée au pouvoir de Tancrède, l'un des commanditaires des massacres de 1161, les musulmans de Palerme conduits par cinq reguli qui refusent de se soumettre au nouveau roi, se réfugient dans l'arrière pays. La mort d'Henri VI en 1197 et celle de sa femme Constance un an plus tard a plongé la Sicile dans la tourmente politique. Avec la perte de la protection royale et avec Frédéric II encore en bas âge, la Sicile devient un champ de bataille pour les forces rivales allemandes et papales. Les rebelles musulmans de l'île se sont rangés du côté des chefs de guerre germaniques comme Markward d'Anweiler. En réponse, Innocent III déclare une croisade contre Markward, alléguant qu’il a conclu une alliance impie avec les Sarrasins de Sicile. Néanmoins, en 1206, ce même pape tente de convaincre les dirigeants musulmans de rester loyaux. À cette époque, la rébellion musulmane est critique, les musulmans contrôlant Jato, Entella, Platani, Celso, Calatrasi, Corleone (prise en 1208), Guastanella et Cinisi. En d'autres termes, la révolte musulmane s'étend sur tout un tronçon de la Sicile occidentale. Les rebelles sont dirigés par Mohammed Ibn Abbad. Il s'est titré de "prince des croyants", a frappé ses propres pièces et a tenté de trouver un soutien musulman auprès d'autres parties du monde musulman,.
Cependant, Frédéric II, devenu adulte, réagi en lançant une série de campagnes contre les rebelles musulmans en 1221. Les forces de Hohenstaufen mettent en déroute les défenseurs de Jato, Entella et des autres forteresses. Plutôt que d'exterminer les musulmans, Frédéric II et les chrétiens commencent en 1223 les premières déportations de musulmans à Lucera dans les Pouilles. Un an plus tard, des expéditions sont envoyées contre Malte et Djerba pour établir le contrôle royal et empêcher leurs populations musulmanes d’aider les rebelles. Paradoxalement, les archers sarrasins sont une composante commune de ces armées "chrétiennes" de cette époque.
La présence musulmane en Sicile s'achève à la fin des années 1240, date à laquelle les dernières déportations vers Lucera ont lieu. La maison de Hohenstaufen et ses successeurs (maison capétienne d'Anjou et maison aragonaise de Barcelone) ont progressivement « latinisé » la Sicile sur deux siècles et ce processus social a jeté les bases de l'introduction du catholicisme latin (par opposition au byzantin). Le processus de latinisation a largement été encouragé par l'Église romaine et sa liturgie.

## Héritage culturel
Si les écrits sont nombreux, peu de traces matérielles subsistent de la domination arabe de la Sicile. La langue arabe subsiste dans de nombreux toponymes, même si leur datation n'est pas obligatoirement antérieure à la conquête normande après laquelle l'arabe est encore largement parlé. De nombreuses pièces de monnaie frappées par les émirs siciliens ont été retrouvées.
Les vestiges architecturaux les plus notables sont les restes d'une mosquée intégrée dans la construction de l'église Saint-Jean des Ermites, les fondations du Palais de la Favara et du Palais royal, l'aménagement des bains à Cefalà Diana. D'autres traces archéologiques arabes, et notamment militaires, ont été découvertes à Collesano, Entella, Monte Iato, Monte Maranfusa, Calathamet, Castello San Pietro (Palerme) et Monte Barbaro.
L'influence de l'art musulman se perpétue ensuite au sein de la culture de la Sicile normande.

## Liste des émirs
- Al-Hassan ibn Ali al-Kalbi (948-953)
- Ahmad Ier ibn Hasan al-Muizziyya (953-969)
- Yaish (usurpateur, 969)
- Ahmad Ier ibn Hasan al-Muizziyya (969-970)
- Abou al-Qasim Ali ibn al-Hassan al-Kalbi (970-982)
- Jabir ibn Ali (982-983)
- Jafar ibn Mohammed (983-986)
- Abdallah ibn Mohammed (986-989)
- Yūsuf ibn al-Kalbī (989-998)
- Ja'far al-Kalbi II (998-1019)
- Ahmed II al-Akhal (it) (1017-1037)
- Abdallah Abou Hafs (it) (1035-1040, usurpateur ; a défait et tué Ahmed II en 1037)
- Hassan al-Samsam (it) (1040-1044 ; mort en 1053)

## Période taïfa
- Catania : (1053-?), Ibn al-Maklati (uk), défait par Ibn Thumna
- Syracuse et plus tard Catane (1053-1062) : Mohammed ibn Ibrahim (it) (Ibn Thumna)
- Agrigente et Castrogiovanni (1053-1065) : Ali ibn Nima (it) (Ibn al-Hawwas)
- Trapani et Mazara (1053-1071) : Abdallah ibn Mankut (uk)
- Ayyoub ibn Tamim (uk) (Ziride) : (1065-1068; a uni les taïfas)
- Palerme (1068-1071) : république
- Agrigente et Castrogiovanni (1065-1087) : Hamud
- Syracuse et Catane : (1071-1086) : Ibn Abbad (Benavert)

## Référencement